# Natação na Universíada de Verão de 2011
A natação na Universíada de Verão de 2011 foi disputada no Centro Aquático da Universíade de Shenzhen e na Baía das Sete Estrelas (maratona aquática) em Shenzhen na China entre 13 e 19 de agosto de 2011.

## Calendário
| Natação   | Agosto | Agosto | Agosto | Agosto | Agosto | Agosto | Agosto | Agosto | Agosto | Agosto | Agosto | Agosto | Agosto |
| Natação   | 11     | 12     | 13     | 14     | 15     | 16     | 17     | 18     | 19     | 20     | 21     | 22     | 23     |
| --------- | ------ | ------ | ------ | ------ | ------ | ------ | ------ | ------ | ------ | ------ | ------ | ------ | ------ |
| Masculino |        |        | 1      | 3      | 4      | 4      | 3      | 3      | 3      |        |        |        |        |
| Feminino  |        |        | 1      | 3      | 3      | 3      | 4      | 4      | 3      |        |        |        |        |

|  | Dia de competição |  | Dia de final |

## Medalhistas

### Masculino
| Evento                  | Ouro                                                                      | Ouro             | Prata                                                                          | Prata            | Bronze                                                                       | Bronze           |
| Nado Crawl/Livre        | Nado Crawl/Livre                                                          | Nado Crawl/Livre | Nado Crawl/Livre                                                               | Nado Crawl/Livre | Nado Crawl/Livre                                                             | Nado Crawl/Livre |
| ----------------------- | ------------------------------------------------------------------------- | ---------------- | ------------------------------------------------------------------------------ | ---------------- | ---------------------------------------------------------------------------- | ---------------- |
| 50 m                    | ITA Lucio Spadaro                                                         | 22s30            | USA Adam Small                                                                 | 22s31            | JPN Shinri Shioura                                                           | 22s37            |
| 100 m                   | USA Jimmy Feigen                                                          | 49s26            | ROU Norbert Trandafir                                                          | 49s41            | JPN Shinri Shioura                                                           | 49s50            |
| 200 m                   | USA Matt McLean                                                           | 1m47s44          | FRA Clément Lefert                                                             | 1m47s78          | JPN Sho Uchida                                                               | 1m49s06          |
| 400 m                   | AUS David McKeon                                                          | 3m48s78          | USA Michael Klueh                                                              | 3m48s84          | JPN Sho Uchida                                                               | 3m51s93          |
| 800 m                   | USA Michael Klueh                                                         | 7m52s31          | ITA Rocco Potenza                                                              | 7m53s45          | JPN Yohsuke Miyamoto                                                         | 7m56s29          |
| 1500 m                  | ITA Rocco Potenza                                                         | 15m00s57         | JPN Yohsuke Miyamoto                                                           | 15m04s86         | UKR Sergii Frolov                                                            | 15m06s17         |
| Nado Costas             |                                                                           |                  |                                                                                |                  |                                                                              |                  |
| 50 m                    | JPN Ryosuke Irie                                                          | 25s11            | ISR Guy Barnea                                                                 | 25s21            | RUS Sergey Makov                                                             | 25s42            |
| 100 m                   | NZL Gareth Kean                                                           | 54s71            | ESP Juan Miguel Rando                                                          | 54s94            | NZL Kurt Bassett                                                             | 55s21            |
| 100 m                   | NZL Gareth Kean                                                           | 54s71            | ESP Juan Miguel Rando                                                          | 54s94            | ITA Sebastiano Ranfagni                                                      | 55s21            |
| 200 m                   | JPN Ryosuke Irie                                                          | 1m56s01          | USA Rex Tullius                                                                | 1m58s66          | NZL Gareth Kean                                                              | 1m58s74          |
| Nado Bruços/Peito       |                                                                           |                  |                                                                                |                  |                                                                              |                  |
| 50 m                    | NZL Glenn Snyders                                                         | 27s37            | BRA João Gomes Júnior                                                          | 27s60            | ITA Mattia Pesce                                                             | 27s80            |
| 100 m                   | LTU Giedrius Titenis                                                      | 1m00s39          | NZL Glenn Snyders                                                              | 1m00s71          | BRA João Gomes Júnior                                                        | 1m00s78          |
| 200 m                   | NZL Glenn Snyders                                                         | 2m10s85          | —                                                                              | —                | JPN Kazuki Otsuda                                                            | 2m10s96          |
| 200 m                   | LTU Giedrius Titenis                                                      | 2m10s85          | —                                                                              | —                | JPN Kazuki Otsuda                                                            | 2m10s96          |
| Nado Mariposa/Borboleta |                                                                           |                  |                                                                                |                  |                                                                              |                  |
| 50 m                    | USA Tim Phillips                                                          | 23s51            | ITA Paolo Facchinelli                                                          | 23s85            | JPN Masayuki Kishida                                                         | 23s93            |
| 100 m                   | USA Tim Phillips                                                          | 52s06            | USA Tom Shields                                                                | 52s62            | POL Paweł Korzeniowski                                                       | 52s96            |
| 200 m                   | HUN László Cseh                                                           | 1m55s87          | USA Bobby Bollier                                                              | 1m56s06          | JPN Hidemasa Sano                                                            | 1m56s81          |
| Estilos/Medley          |                                                                           |                  |                                                                                |                  |                                                                              |                  |
| 200 m                   | HUN László Cseh                                                           | 1m57s86          | JPN Yuya Horihata                                                              | 1m59s74          | JPN Yuma Kosaka                                                              | 1m59s81          |
| 400 m                   | HUN László Cseh                                                           | 4m12s67          | JPN Yuya Horihata                                                              | 4m13s66          | USA William Harris                                                           | 4m15s40          |
| Estafetas/Revezamento   |                                                                           |                  |                                                                                |                  |                                                                              |                  |
| 4x100 m livre           | USA Estados Unidos Jimmy Feigen Tim Phillips Kohlton Norys Bobby Savulich | 3m15s84          | BRA Brasil Marcos Macedo Marcelo Chierighini Henrique Martins Nicolas Oliveira | 3m17s30          | FRA França Clément Lefert Guillaume Strohmeyer Joris Hustache Lorys Bourelly | 3m18s78          |
| 4x200 m livre           | USA Estados Unidos Michael Klueh Dax Hill Matt Bartlett Matt McLean       | 7m13s54          | JPN Japão Sho Sotodate Yuya Horihata Yuma Kosaka Sho Uchida                    | 7m14s66          | AUS Austrália David McKeon Mitchell Dixon Kristopher Taylor Nic Ffrost       | 7m17s58          |
| 4x100 m medley          | JPN Japão Ryosuke Irie Ryo Tateishi Masayuki Kishida Shinri Shioura       | 3m35s02          | USA Estados Unidos Rex Tullius George Klein Tim Phillips Jimmy Feigen          | 3m37s92          | NZL Nova Zelândia Gareth Kean Glenn Snyders Kurt Bassett Matthew Stanley     | 3m38s75          |
| 4x100 m medley          | JPN Japão Ryosuke Irie Ryo Tateishi Masayuki Kishida Shinri Shioura       | 3m35s02          | USA Estados Unidos Rex Tullius George Klein Tim Phillips Jimmy Feigen          | 3m37s92          | ITA Itália Sebastiano Ranfagni Mattia Pesce Paolo Facchinelli Luca Leonardi  | 3m38s75          |
| Maratona aquática       |                                                                           |                  |                                                                                |                  |                                                                              |                  |
| 10 km                   | ITA Simone Ruffini                                                        | 1h58m00s74       | RUS Kirill Abrosimov                                                           | 2h00m03s35       | JPN Yasunari Hirai                                                           | 2h00m05s54       |

### Feminino
| Evento                  | Ouro                                                                     | Ouro             | Prata                                                                        | Prata            | Bronze                                                            | Bronze           |
| Nado Crawl/Livre        | Nado Crawl/Livre                                                         | Nado Crawl/Livre | Nado Crawl/Livre                                                             | Nado Crawl/Livre | Nado Crawl/Livre                                                  | Nado Crawl/Livre |
| ----------------------- | ------------------------------------------------------------------------ | ---------------- | ---------------------------------------------------------------------------- | ---------------- | ----------------------------------------------------------------- | ---------------- |
| 50 m                    | BLR Aleksandra Gerasimenya                                               | 24s66            | UKR Darya Stepanyuk                                                          | 25s12            | AUS Cate Campbell                                                 | 25s17            |
| 100 m                   | CHN Tang Yi                                                              | 54s24            | UKR Darya Stepanyuk                                                          | 55s32            | USA Megan Romano                                                  | 55s38            |
| 200 m                   | ESP Melania Costa Schmid                                                 | 1m57s98          | NZL Lauren Boyle                                                             | 1m59s19          | USA Karlee Bispo                                                  | 1m59s31          |
| 400 m                   | NZL Lauren Boyle                                                         | 4m07s78          | ESP Melania Costa Schmid                                                     | 4m07s97          | USA Stephanie Peacock                                             | 4m10s25          |
| 800 m                   | NZL Lauren Boyle                                                         | 8m26s30          | USA Haley Anderson                                                           | 8m27s11          | ESP Melania Costa Schmid                                          | 8m33s66          |
| 1500 m                  | USA Haley Anderson                                                       | 16m21s72         | ESP Melania Costa Schmid                                                     | 16m21s79         | NZL Lauren Boyle                                                  | 16m27s37         |
| Nado Costas             |                                                                          |                  |                                                                              |                  |                                                                   |                  |
| 50 m                    | USA Jenny Connolly                                                       | 27s92            | BLR Aleksandra Gerasimenya                                                   | 27s93            | AUS Grace Loh                                                     | 28s37            |
| 100 m                   | JPN Shiho Sakai                                                          | 1m00s28          | USA Jenny Connolly                                                           | 1m00s50          | BLR Aleksandra Gerasimenya                                        | 1m00s91          |
| 200 m                   | JPN Shiho Sakai                                                          | 2m09s75          | CAN Hilary Caldwell                                                          | 2m11s12          | ESP Duane da Rocha                                                | 2m11s24          |
| Nado Bruços/Peito       |                                                                          |                  |                                                                              |                  |                                                                   |                  |
| 50 m                    | USA Annie Chandler                                                       | 31s13            | CAN Tera van Beilen                                                          | 31s45            | RUS Valentina Artemyeva                                           | 31s74            |
| 100 m                   | CHN Sun Ye                                                               | 1m07s53          | CAN Tera van Beilen                                                          | 1m08s24          | JPN Satomi Suzuki                                                 | 1m08s45          |
| 200 m                   | CHN Sun Ye                                                               | 2m24s63          | USA Andrea Kropp                                                             | 2m26s18          | JPN Satomi Suzuki                                                 | 2m26s67          |
| Nado Mariposa/Borboleta |                                                                          |                  |                                                                              |                  |                                                                   |                  |
| 50 m                    | CHN Lu Ying                                                              | 25s98            | AUS Marieke Guehrer                                                          | 26s24            | AUS Alice Mills                                                   | 26s53            |
| 100 m                   | CHN Lu Ying                                                              | 57s86            | JPN Tomoyo Fukuda                                                            | 59s08            | AUS Alice Mills                                                   | 59s11            |
| 200 m                   | GBR Jessica Dickons                                                      | 2m08s91          | JPN Natsumi Hoshi                                                            | 2m08s94          | KOR Choi Hye-ra                                                   | 2m09s35          |
| Estilos/Medley          |                                                                          |                  |                                                                              |                  |                                                                   |                  |
| 200 m                   | JPN Izumi Kato                                                           | 2m13s52          | KOR Choi Hye-ra                                                              | 2m14s17          | CHN Liu Jing                                                      | 2m14s39          |
| 400 m                   | USA Maya Dirado                                                          | 4m40s79          | JPN Miho Takahashi                                                           | 4m42s28          | AUT Jördis Steinegger                                             | 4m43s30          |
| Estafetas/Revezamento   |                                                                          |                  |                                                                              |                  |                                                                   |                  |
| 4x100 m livre           | AUS Austrália Cate Campbell Alice Mills Jessica Morrison Marieke Guehrer | 3m40s03          | USA Estados Unidos Kate Dwelley Felicia Lee Shannon Vreeland Megan Romano    | 3m40s19          | CHN China Zhu Qianwei Lu Ying Liu Jing Tang Yi                    | 3m40s29          |
| 4x200 m livre           | USA Estados Unidos Karlee Bispo Chelsea Nauta Kate Dwelley Megan Romano  | 7m13s54          | NZL Nova Zelândia Natasha Hind Melissa Ingram Amaka Gessler Lauren Boyle     | 7m14s66          | CHN China Tang Yi Zhu Qianwei Liu Jing Lu Ying                    | 7m59s62          |
| 4x100 m medley          | CHN China Gao Chang Sun Ye Lu Ying Tang Yi                               | 3m59s15          | USA Estados Unidos Jenny Connolly Annie Chandler Lyndsay DePaul Megan Romano | 4m00s15          | JPN Japão Shiho Sakai Satomi Suzuki Tomoyo Fukuda Yayoi Matsumoto | 4m00s98          |
| Maratona aquática       |                                                                          |                  |                                                                              |                  |                                                                   |                  |
| 10 km                   | ITA Rachele Bruni                                                        | 2h06m49s31       | GER Nadine Reichert                                                          | 2h07m29s21       | ITA Alice Franco                                                  | 2h08m42s77       |

## Quadro de medalhas
| Ordem | País               | Medalha de ouro | Medalha de prata | Medalha de bronze |     |
| ----- | ------------------ | --------------- | ---------------- | ----------------- | --- |
| 1     | USA Estados Unidos | 12              | 11               | 4                 | 27  |
| 2     | JPN Japão          | 6               | 7                | 13                | 26  |
| 3     | CHN China          | 6               |                  | 3                 | 9   |
| 4     | NZL Nova Zelândia  | 5               | 3                | 4                 | 12  |
| 5     | ITA Itália         | 4               | 2                | 4                 | 10  |
| 6     | HUN Hungria        | 3               |                  |                   | 3   |
| 7     | AUS Austrália      | 2               | 1                | 5                 | 8   |
| 8     | LTU Lituânia       | 2               |                  |                   | 2   |
| 9     | ESP Espanha        | 1               | 3                | 2                 | 6   |
| 10    | BLR Bielorrússia   | 1               | 1                | 1                 | 3   |
| 11    | GBR Grã-Bretanha   | 1               |                  |                   | 1   |
| 12    | CAN Canadá         |                 | 3                |                   | 3   |
| 13    | BRA Brasil         |                 | 2                | 1                 | 3   |
|       | UKR Ucrânia        |                 | 2                | 1                 | 3   |
| 15    | RUS Rússia         |                 | 1                | 2                 | 3   |
| 16    | KOR Coreia do Sul  |                 | 1                | 1                 | 2   |
|       | FRA França         |                 | 1                | 1                 | 2   |
| 18    | GER Alemanha       |                 | 1                |                   | 1   |
|       | ISR Israel         |                 | 1                |                   | 1   |
|       | ROU Romênia        |                 | 1                |                   | 1   |
| 21    | AUT Áustria        |                 |                  | 1                 | 1   |
|       | POL Polônia        |                 |                  | 1                 | 1   |
| TOTAL | TOTAL              | 43              | 41               | 44                | 128 |

Legenda
| Recorde mundial        | Recorde mundial (World record)               |                       | Recorde africano                      | Recorde africano (African) |                                           | Q | Classificado por posição (Qualified) |
| Recorde da Universíada | Recorde da Universíada (Universiade record)  | Recorde da América    | Recorde da América (Americas)         | q                          | Classificado por melhor tempo (Qualified) |   |                                      |
| Melhor marca do ano    | Melhor marca do ano (World leading)          | Recorde asiático      | Recorde asiático (Asian)              | DNS                        | Não largou (Did not start)                |   |                                      |
| Recorde nacional       | Recorde nacional (National record)           | Recorde europeu       | Recorde europeu (European)            | DNF                        | Não terminou (Did not finish)             |   |                                      |
| Recorde pessoal        | Recorde pessoal do atleta (Personal best)    | Recorde da Oceania    | Recorde da Oceania (Oceania)          | DSQ / DQ                   | Desclassificado (Disqualified)            |   |                                      |
| Recorde da temporada   | Recorde da temporada do atleta (Season best) | Recorde sul-americano | Recorde sul-americano (South America) | NM                         | Sem marca (No mark)                       |   |                                      |